# Diatora albiscapus
Diatora albiscapus är en stekelart som först beskrevs av André Seyrig 1952.  Diatora albiscapus ingår i släktet Diatora och familjen brokparasitsteklar. Inga underarter finns listade i Catalogue of Life.